# Mislav Bezmalinović
Mislav Bezmalinović (en serbe en écriture cyrillique : Мислав Безмалиновић), né le 11 mai 1967 à Split et mort le 31 août 2024 dans la même ville, est un joueur de water-polo yougoslave (croate), champion olympique en 1988 à Séoul.